# Leichtathletik-Europameisterschaften 2022/4 × 400 m der Männer

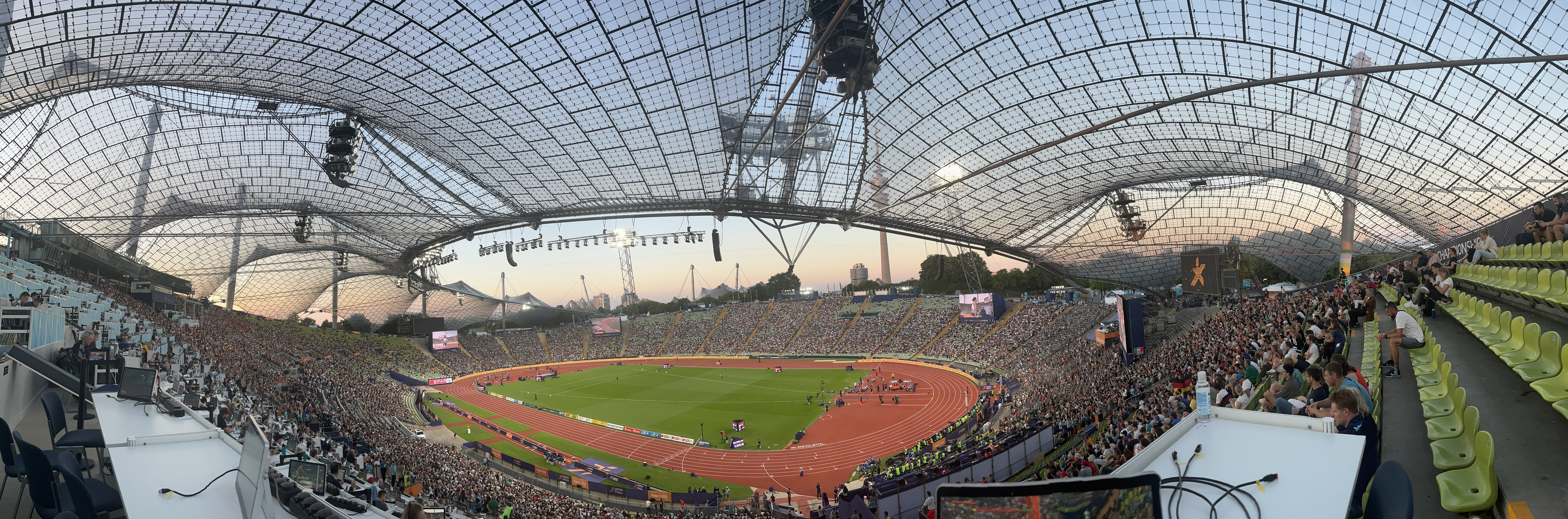
Das Olympiastadion in München während der Europameisterschaften 2022

Die 4-mal-400-Meter-Staffel der Männer bei den Leichtathletik-Europameisterschaften 2022 wurde am 19. und 20. August 2022 im Olympiastadion der deutschen Stadt München ausgetragen.
Europameister wurde Großbritannien mit Matthew Hudson-Smith (Finale), Charles Dobson (Finale), Lewis Davey und Alex Haydock-Wilson sowie den im Vorlauf außerdem eingesetzten Joe Brier und Rio Mitcham.

Den zweiten Platz belegte Belgien in der Besetzung Alexander Doom, Julien Watrin (Finale), Kévin Borlée (Finale) und Dylan Borlée sowie den im Vorlauf außerdem eingesetzten Jonathan Borlée und Jonathan Sacoor.

Bronze ging an Frankreich mit Gilles Biron, Loïc Prévot, Téo Andant und Thomas Jordier (Finale) sowie dem im Vorlauf außerdem eingesetzten Simon Boypa.
Auch die nur im Vorlauf eingesetzten Läufer erhielten entsprechendes Edelmetall. Rekorde und Bestleistungen standen dagegen nur den tatsächlich laufenden Athleten zu.

## Rekorde

### Bestehende Rekorde
| Weltrekord           | 2:54,29 min | USA (Andrew Valmon, Quincy Watts, Harry Reynolds, Michael Johnson)       | WM Stuttgart, Deutschland              | 22. August 1993   |
| Europarekord         | 2:56,60 min | Großbritannien (Iwan Thomas, Jamie Baulch, Mark Richardson, Roger Black) | OS Atlanta, USA                        | 3. August 1996    |
| Meisterschaftsrekord | 2:58,22 min | Großbritannien (Paul Sanders, Kriss Akabusi, John Regis, Roger Black)    | EM Split, Jugoslawien (heute Kroatien) | 1. September 1990 |

Der bestehende EM-Rekord wurde bei diesen Europameisterschaften nicht erreicht. Die schnellste Zeit erzielte Europameister Großbritannien im Finale mit 2:59,35 min, womit das Quartett 1,13 s über dem Rekord blieb. Zum Europarekord fehlten 2,62 s, zum Weltrekord 3,93 s.

### Rekordverbesserungen
Es wurden zwei Landesrekorde aufgestellt:
- 3:03,59 min – Portugal (João Coelho, Mauro Pereira, Ericsson Tavares, Ricardo dos Santos), erster Vorlauf am 19. August
- 3:00,54 min – Spanien (Iñaki Cañal, Lucas Búa, Óscar Husillos, Samuel García), Finale am 20. August

## Legende
Kurze Übersicht zur Bedeutung der Symbolik – so üblicherweise auch in sonstigen Veröffentlichungen verwendet:
| NR  | Nationaler Rekord                        |
| DNF | Wettkampf nicht beendet (did not finish) |
| IWR | Internationale Wettkampfregeln           |
| TR  | Technische Regeln                        |

## Vorrunde
19. August 2022
Die Vorrunde wurde in zwei Läufen durchgeführt. Die ersten drei Staffeln pro Lauf – hellblau unterlegt – sowie die darüber hinaus zwei zeitschnellsten Teams – hellgrün unterlegt – qualifizierten sich für das Finale.

### Vorlauf 1
19. August 2022, 11:10 Uhr MESZ
| Platz | Staffel     | Besetzung                                                                       | Zeit (min) |
| ----- | ----------- | ------------------------------------------------------------------------------- | ---------- |
| 1     | Spanien     | Samuel García Lucas Búa Óscar Husillos Manuel Guijarro (Vorlauf)                | 3:01,27    |
| 2     | Niederlande | Isayah Boers Liemarvin Bonevacia Jochem Dobber Ramsey Angela                    | 3:01,57    |
| 3     | Deutschland | Marvin Schlegel Patrick Schneider Marc Koch Manuel Sanders                      | 3:01,80    |
| 4     | Belgien     | Alexander Doom Jonathan Borlée (Vorlauf) Jonathan Sacoor (Vorlauf) Dylan Borlée | 3:01,80    |
| 5     | Polen       | Szymon Dziuba Tymoteusz Zimny Mateusz Rzeźniczak Karol Zalewski                 | 3:02,95    |
| 6     | Portugal    | João Coelho Mauro Pereira Ericsson Tavares Ricardo dos Santos                   | 3:03,59 NR |
| 7     | Slowenien   | Jure Grkman Lovro Mesec Košir Matic Ian Guček Rok Ferlan                        | 3:03,68    |
| DNF   | Schweiz     | Lionel Spitz Charles Devantay Filippo Moggi Ricky Petrucciani                   |            |

### Vorlauf 2
19. August 2022, 11:21 Uhr MESZ
| Platz | Staffel        | Besetzung                                                                     | Zeit (min) | Anmerkung                                                                                     |
| ----- | -------------- | ----------------------------------------------------------------------------- | ---------- | --------------------------------------------------------------------------------------------- |
| 1     | Tschechien     | Matěj Krsek Pavel Maslák Michal Desenský Patrik Šorm                          | 3:02,07    |                                                                                               |
| 2     | Frankreich     | Gilles Biron Loïc Prévot Simon Boypa (Vorlauf) Téo Andant                     | 3:02,09    | - IWR 170, TR24.8 00Stabübergabe - IWR 163, TR17.4.3 00Bahnübertreten: keine Disqualifikation |
| 3     | Großbritannien | Joe Brier (Vorlauf) Rio Mitcham (Vorlauf) Lewis Davey Alex Haydock-Wilson     | 3:02,36    |                                                                                               |
| 4     | Italien        | Lorenzo Benati (Vorlauf) Vladimir Aceti Brayan Lopez Pietro Pivotto (Vorlauf) | 3:02,60    |                                                                                               |
| 5     | Ukraine        | Oleksij Posdnjakow Danylo Danylenko Mykyta Barabanow Oleksandr Pohorilko      | 3:04,15    |                                                                                               |
| 6     | Ungarn         | Dániel Ajide Tamás Máté Zoltán Wahl Attila Molnár                             | 3:04,71    |                                                                                               |
| 7     | Türkei         | Oğuzhan Kaya Kubilay Ençü Batuhan Altıntaş İsmail Nezir                       | 3:06,68    |                                                                                               |
| 8     | Slowakei       | Miroslav Marček Patrik Dömötör Martin Kučera Šimon Bujna                      | 3:06,98    |                                                                                               |

## Finale
20. August 2022, 21:15 Uhr MESZ
| Platz | Staffel        | Besetzung | Zeit (min) | Anmerkung                                                |
| ----- | -------------- | --- | ---------- | -------------------------------------------------------- |
| 1     | Großbritannien | Matthew Hudson-Smith (Finale) Charlie Dobson (Finale) Lewis Davey Alex Haydock-Wilson im Vorlauf außerdem: Joe Brier Rio Mitcham | 2:59,35    |                                                          |
| 2     | Belgien        | Alexander Doom Julien Watrin (Finale) Kévin Borlée (Finale) Dylan Borlée im Vorlauf außerdem: Jonathan Borlée Jonathan Sacoor    | 2:59,49    |                                                          |
| 3     | Frankreich     | Gilles Biron Loïc Prévot Téo Andant Thomas Jordier (Finale) im Vorlauf außerdem: Simon Boypa                                     | 2:59,64    |                                                          |
| 4     | Spanien        | Iñaki Cañal (Finale) Lucas Búa Óscar Husillos Samuel García im Vorlauf außerdem: Manuel Guijarro                                 | 3:00,54 NR |                                                          |
| 5     | Niederlande    | Isayah Boers Liemarvin Bonevacia Jochem Dobber Ramsey Angela                                                                     | 3:01,34    | IWR 163, TR17.4.3 Bahnübertreten: keine Disqualifikation |
| 6     | Tschechien     | Matěj Krsek Pavel Maslák Michal Desenský Patrik Šorm                                                                             | 3:01,82    |                                                          |
| 7     | Deutschland    | Marvin Schlegel Patrick Schneider Marc Koch Manuel Sanders                                                                       | 3:02,51    |                                                          |
| 8     | Italien        | Davide Re (Finale) Vladimir Aceti Brayan Lopez Edoardo Scotti (Finale) im Vorlauf außerdem: Lorenzo Benati Pietro Pivotto        | 3:03,04    |                                                          |

## Videolink
- Athletics | MEN'S 4X400M RELAY FINAL, European Championships Munich 2022 | GREAT BRITAIN, youtube.com, abgerufen am 5. April 2023